# The Best of The Pogues
The Best of The Pogues es un álbum recopilatorio de The Pogues editado en 1991 y dedicado a la memoria de Deborah Korner.

## Lista de canciones
1. "Fairytale of New York" (MacGowan/Finer)
2. "Sally MacLennane" (MacGowan)
3. "Dirty Old Town" (MacColl)
4. "The Irish Rover" (Traditional arr The Pogues & The Dubliners)
5. "A Pair of Brown Eyes" (MacGowan)
6. "Streams of Whiskey" (MacGowan)
7. "Rainy Night in Soho" (MacGowan)
8. "Fiesta" (MacGowan/Finer/Kotscher/Lindt)
9. "Rain Street" (MacGowan)
10. "Misty Morning, Albert Bridge" (Finer)
11. "White City" (MacGowan)
12. "Thousands are Sailing" (Chevron)
13. "The Broad Majestic Shannon" (MacGowan)
14. "The Body of an American" (MacGowan)

## Componentes
- Shane MacGowan - voz / guitarra
- Terry Woods - cítara / voz
- Philip Chevron - guitarra / voz
- Spider Stacy - tin whistle / voz
- Andrew Ranken - batería
- Jem Finer - banjo / saxofón
- Darryl Hunt - bajo
- James Fearnley - acordeón
- Cait O'Riodan - bajo / voz

## Otros músicos
- Kirsty MacColl - voz en Fairytale of New York
- Siobhan Sheahan - arpa on Fairytale of New York
- Tommy Keane - Gaita en Dirty Old Town y en The Body of an American
- Henry Benagh - violín
- Elvis Costello - guitarra acústica
- Dick Cuthell - Fliscornio en A Rainy Night in Soho
- Bryan Clarke - saxofón alto en Fiesta
- Joe Cashman - saxo tenor en Fiesta
- Eli Thompson - trompeta en Fiesta
- Chris Lee - trompeta
- Paul Taylor - trombón
- Ron Kavana - banjo tenor / mandolina en Thousands are Sailing